# Ozero Mezjo
Ozero Mezjo (ryska: Озеро Межо) är en sjö i Belarus.   Den ligger i voblasten Vitsebsks voblast, i den nordöstra delen av landet, 270 km nordost om huvudstaden Minsk. Ozero Mezjo ligger 142 meter över havet. Arean är 0,58 kvadratkilometer. Den ligger vid sjön Ozero Sosno. Den sträcker sig 1,0 kilometer i nord-sydlig riktning, och 0,8 kilometer i öst-västlig riktning.
I omgivningarna runt Ozero Mezjo växer i huvudsak blandskog. Runt Ozero Mezjo är det glesbefolkat, med 10 invånare per kvadratkilometer.